# Josef Berg
Josef Berg (ur. 8 marca 1927 w Brnie, zm. 26 lutego 1971 tamże) – czeski kompozytor.

## Życiorys
Studiował u Viléma Petrželki w konserwatorium w Brnie (1946–1950). Całe życie spędził w rodzinnym mieście, od 1950 do 1953 roku pracował jako redaktor muzyczny w radio brneńskim. Później poświęcił się wyłącznie kompozycji. Prowadził zespół Skupina A. Pisał też krytyki muzyczne.
Początkowo tworzył pod silnym wpływem morawskiej muzyki ludowej. W późniejszym okresie zwrócił się w stronę awangardy, zaadaptował technikę dodekafoniczną, prowadził poszukiwania w zakresie modalności, seryjności i barwy.

## Wybrane kompozycje
(na podstawie materiałów źródłowych)
- 3 symfonie (I 1950, II 1952, III 1955)
- Sonata na altówkę i fortepian (1958)
- Fantazja na dwa fortepiany (1958)
- Sekstet na harfę, fortepian i kwartet smyczkowy (1959)
- Písně nového Werthera na bas-baryton i fortepian (1962)
- Sonata in modo classico na klawesyn i fortepian (1963)
- Varhanní hudba na téma Gillese Binchoise na organy (1964)
- Kwartet smyczkowy (1966)
- 2 Canti na baryton, zespół instrumentalny, organy i metronom (1966)
- Ó Corino na 4 głosy solowe i orkiestrę (1967)
- Nonet na 2 harfy, klawesyn, fortepian i perkusję (1967)
- Oresteia na głos recytujący, kwartet wokalny i zespół instrumentalny (1967)
- opera Odysseův návrat (1962)
- opera Evropská turistika (1963–1964)
- opera Eufrides před branami Tymén (1964)
- opera Johannes doktor Faust (1967)